# 萍乡秋收起义纪念碑

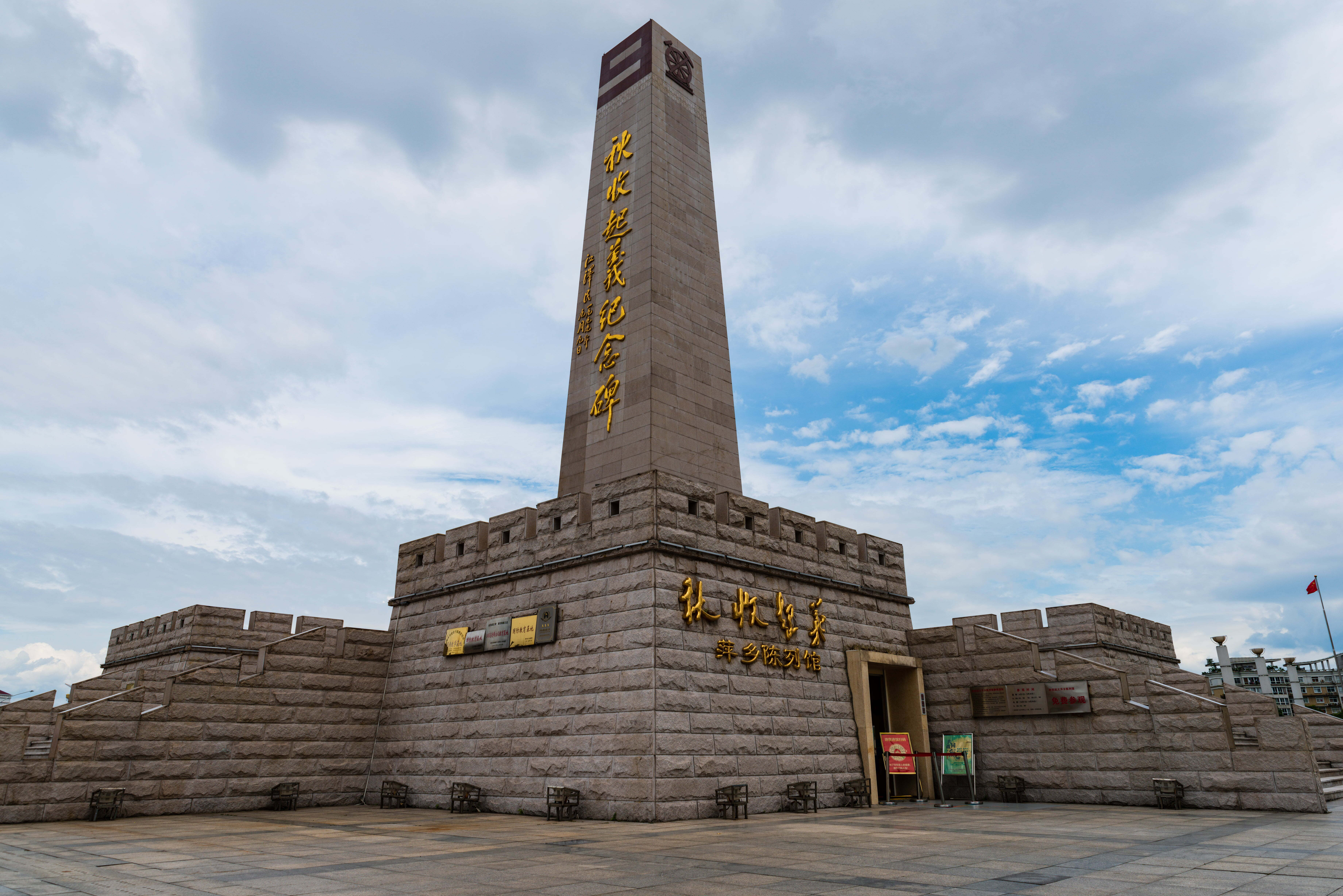
2021年拍摄的萍乡秋收起义纪念碑

萍乡秋收起义纪念碑是位于江西省萍乡市安源区的一座纪念碑，是第二批全国爱国主义教育示范基地——秋收起义纪念地的项目之一。
2000年8月27日，萍乡秋收起义纪念碑建成，所在是占地247亩、为纪念秋收起义而建的秋收起义广场。纪念碑高30.9米、占地151平方米。纪念碑正面是江泽民题写的“秋收起义纪念碑”，后面是毛泽东诗词《西江月》。碑身由三幅浮雕组成，依次是毛泽东主持秋收起义暴动会议、秋收起义和毛泽东带领工农革命军上井冈。